# 미로중학교
미로중학교(未老中學校)는 대한민국 강원특별자치도 삼척시 미로면 하거노리에 있는 공립 중학교이다.

## 학교 연혁
- 1970년 12월 31일 : 6학급 설립인가
- 1971년 4월 21일 : 개교기념식 거행
- 1977년 4월 14일 : 잔디 운동장 조성
- 1998년 3월 1일 : 3학급으로 감축 편제
- 2024년 3월 1일 : 특수학급 1학급 신설
- 2024년 3월 1일 : 제28대 정병준 교장 취임
- 2025년 1월 8일 : 제52회 졸업식(졸업생 5명, 졸업생 누계 3,789명)
- 2025년 3월 4일 : 입학식(신입생 8명)

## 참고 자료
- 미로중학교 - 한국교육학술정보원 학교알리미